# 5285 Krethon
5285 Krethon (1989 EO11) là một Trojan của Sao Mộc được phát hiện ngày 9 tháng 3 năm 1989 bởi C. S. Shoemaker ở Palomar.